# 包美聖
包美聖（1958年—），是一位出生於臺中市的校園民歌代表人物。

## 生平
1977年，包美聖在就讀於國立臺灣大學歷史學系時參加第一屆「金韻獎」歌唱比賽並獲得創作組優勝；隨後，她與新格唱片簽約並推出個人專輯。此後，她以辨識度極高的歌聲名列校園民歌代表歌手之一。
大學畢業後，她立即與學長陳安斌結婚並一同前往美國求學創業，從此淡出歌壇。
此後，她曾在由公視等單位主辦的「民歌傳唱音樂會」再度獻唱。
2015年，她受邀在環宇廣播電台上主持節目《偶然遇見》。

## 作品

### 專輯
- 《包美聖之歌》（1978年）
- 《長空下的獨白》（1979年）
- 《那一盆火》（1980年）
- 《樵歌》（1981年）

### 代表歌曲
- 《小茉莉》
- 《捉泥鰍》
- 《看我聽我》
- 《你在日落深處等我》[1]

## 獲獎
- 新格唱片第一屆「金韻獎」歌唱比賽優勝

## 連結
- 包美聖 - 台灣流行音樂維基館 （页面存档备份，存于）
- 清新創作-包美聖| focus （页面存档备份，存于）
- 包美聖【 共收藏 12 張專輯，105 首歌 】